# Bernhard Glass
Pour les articles homonymes, voir Glass.
Bernhard Glass, né le 6 novembre 1957 à Stapelburg, est un lugeur est-allemand (aujourd'hui allemand). Il a pratiqué ce sport au plus haut niveau durant les années 1970 et 1980. 
Il a notamment remporté un titre olympique en individuel en 1980 à Lake Placid ainsi qu'une médaille de bronze aux Championnats du monde en individuel en 1979 à Oberhof.

## Palmarès
| Compétitions / Année    | Compétitions / Année | 1979 | 1980 |
| ----------------------- | -------------------- | ---- | ---- |
| Jeux olympiques d'hiver | Individuel           |      | 1er  |
| Jeux olympiques d'hiver | Double               |      |      |
| Championnats d'Europe   | Individuel           | 3e   |      |
| Championnats d'Europe   | Double               |      |      |